# ゲーセン横丁
ゲーセン横丁 (ge-sen yokocho) はケイブが2014年11月5日まで運営していた携帯電話用サイト。
別名「極上シューティング」。『怒首領蜂』や『エスプガルーダ』などのシューティングゲームがメインだが、パズルゲーム（魚ポコ）や麻雀ゲーム（虫姫ぱい）などもあり、アーケード版の移植に留まらず携帯電話独自の作品も配信されていた。また、ケイブのゲームの情報や待ち受け画像も配信されていた。
情報料は月額315円。ゲームのダウンロードは「コイン制」。1ヶ月につき5コインが配布され、それを消費してゲームを購入していた。

## 携帯電話アプリゲーム

### 名作ゲーム
シューティングゲームが配信されている。
- 弾幕検定死験 -ケツイ編-
- エスプガルーダII
- スターソルジャーVS怒首領蜂大往生
- 対戦!ローズシスターズ
- 対戦!ローズシスターズ ピンクスゥイーツ外伝
- 弾幕検定死験 -大往生編-
- エスプレイドDX
- 虫姫さまDX
- エスプガルーダDX
- 怒首領蜂大往生DX
- エスプガルーダ
- 虫姫さま外伝～シンジュが森の迷い子～プラス
- ケツイ ～絆地獄たち～ DX
- 探偵プレイα
- 虫姫さま外伝 ～シンジュが森の迷い子～
- プロギアの嵐
- ぐわんげ
- 弾銃フィーバロン
- ケツイ ～絆地獄たち～
- 怒首領蜂大往生
- エスプレイド
- 怒首領プチ
- ドドンプチ零

### バラエティゲーム
シューティング以外のタイトル。
- みんなで対戦!! 4人打ち麻雀
- 虫姫ぱい
- 魚ポコDX
- 中国龍其弐
- 中国龍
- エスプピンボール
- 魚ポコ2 今度は対戦ニャ!
- 魚ポコ
- ドンピン
- パズル!虫姫たま